# Henryk Czarnik

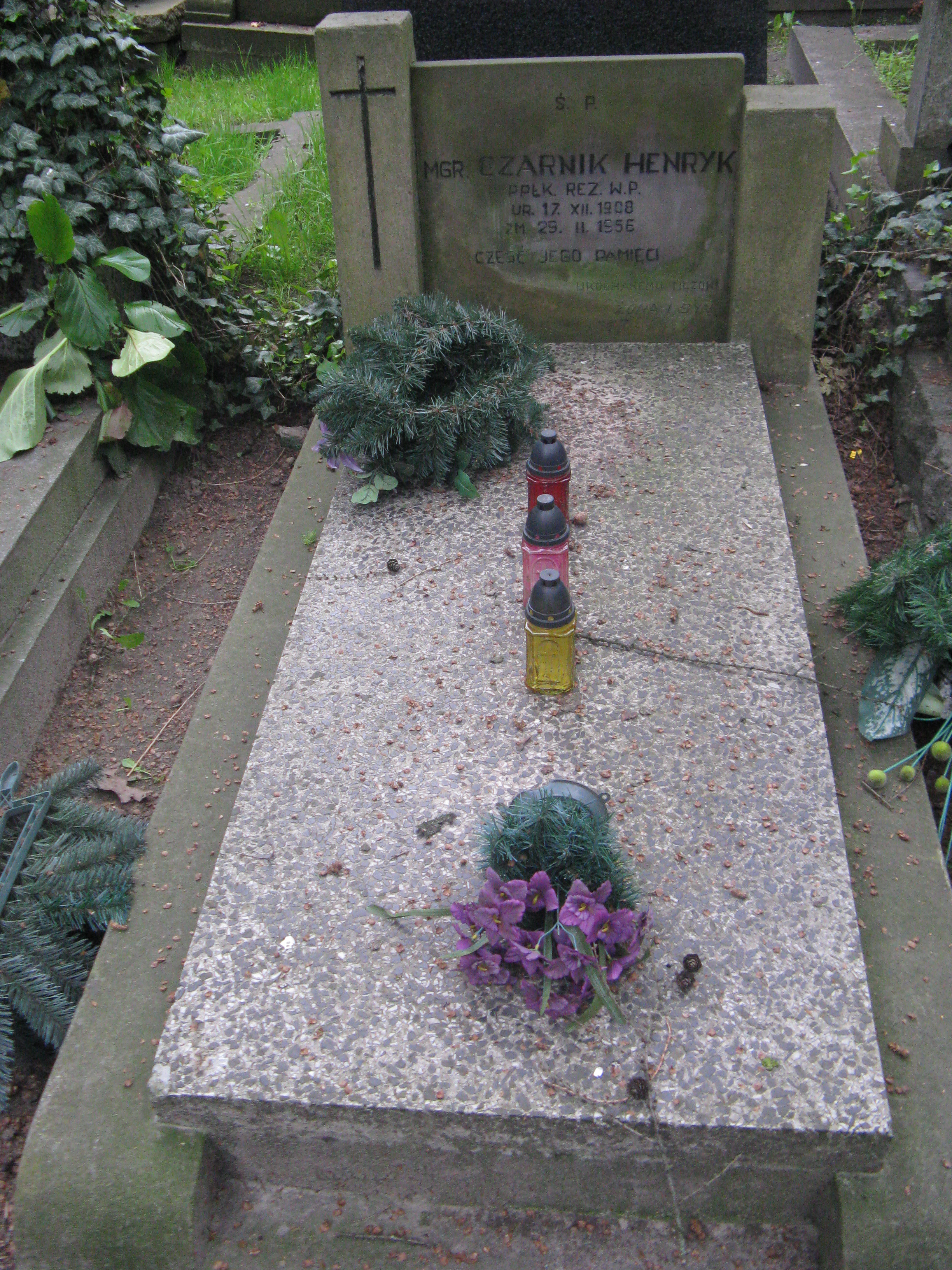
Grób Henryka Czarnika na Cmentarzu Wojskowym na Powązkach w Warszawie

Henryk Czarnik (ur. 17 grudnia 1908 w Krakowie, zm. 29 lutego 1956 w Warszawie) – podpułkownik Wojska Polskiego, piłkarz, wieloletni zawodnik Legii Warszawa, hokeista - reprezentant Polski, po wojnie prezes klubu Legia Warszawa, odtwórca sekcji hokeja na lodzie Legii.

## Życiorys

### Dzieciństwo i młodość
Urodził się w Krakowie. Wczesną młodość spędził w Zawadzie skąd pochodził jego ojciec Bartłomiej i matka Maria Mateja. Do 1928 był piłkarzem Wisłoki Dębica. W latach 1928– 1934 występował w barwach Cracovii jako napastnik prawoskrzydłowy. Przegląd Sportowy tak opisuje jego występ w meczu z Garbarnią Kraków: "W ataku biało-czerwonych groźny był jedynie Czarnik, który do ostatniej chwili walczył o każdą piłkę. Reszta grała tylko chwilami". W barwach sekcji Cracovii występował także jako hokeista na lodzie, reprezentant kraju w tej dyscyplinie.
Jako jedyny zdobył z Cracovią tytuły mistrzowskie w obu tych dyscyplinach (w piłce w roku 1930, w hokeju w roku 1937).

### W Warszawie
Kiedy matka związała się z pochodzącym także z Zawady Karolem Rudolfem, Henryk wraz z nią przeniósł się do Warszawy. Zamieszkał u ojczyma w Domu Generalskim przy alei Szucha 16. Był to luksusowy ośrodek dla oficerów wyższych szarż, zrzeszonych w spółdzielni „Proporzec”, zaprojektowany przez postępowego architekta prof. Edgara Norwetha. W 1932 został absolwentem pierwszego rocznika Centralnego Instytutu Wychowania Fizycznego (CIWF), utworzonego przy wsparciu marszałka Piłsudskiego. W okresie 1934–1936 był zawodnikiem piłkarskiej Legii Warszawa. W latach 1938–1939 był trenerem warszawskich klubów niższych klas.

### II wojna światowa
Uczestniczył w kampanii wrześniowej jako podporucznik rezerwy kawalerii. Brał udział w konspiracji w latach 1939–1944 obwód Mokotów AK. W powstaniu warszawskim był dowódcą szwadronu ckm 1 pułku szwoleżerów AK. Po powstaniu wyszedł z Warszawy wraz z ludnością cywilną.

### PRL
Po wojnie był pracownikiem Ministerstwa Obrony Narodowej i GUKF. M. in. wraz ze swym ojczymem Karolem Rudolfem, przyczynił się do odrodzenia Wojskowego Klubu Sportowego Legia Warszawa. Rudolf został pierwszym powojennym prezesem Legii, a Henryk Czarnik stanął na czele drużyny piłkarskiej. Sprawował też funkcję prezesa Legii w okresie 08.1950 - 09.11.1951 jako jedyny ligowy piłkarz na tym stanowisku. Stanisław Mielech tak opisuje jego działalność po wojnie: "Pierwszą osobą która stanęła na czele drużyny Wojskowego Klubu Sportowego Legia Warszawa po wojnie, był przedwojenny piłkarz Legii – Henryk Czarnik. Okazało się, że był odpowiednią osobą na odpowiednim miejscu, gdyż posiadał niesamowite umiejętności organizacyjne. Wprowadzona przez niego twarda dyscyplina szkoleniowa doprowadziła, że CWKS był rzeczywistą fabryką mistrzów. CWKS świecił przykładem dyscypliny i organizacji: twardy reżim ppłk. Czarnika doprowadził każdego z zawodników do formy życiowej. CWKS błyszczał...". W 1946 reaktywowano sekcję hokeja na lodzie WKS Legii. Do tego zadania oddelegowano Henryka Czarnika.Odtworzył sekcję hokeja na lodzie, która od roku 1951 zdobyła siedem kolejnych tytułów mistrza kraju. Ze Stanisławem Zakrzewskim wydał książkę "Gramy w hokeja na lodzie", która stanowiła poradnik dla organizatorów drużyn hokejowych w szkołach podstawowych. W 1947 został awansowany do stopnia podpułkownika. W latach 1952–1956 pracował w PTTK.
Zmarł w Warszawie. Spoczywa na Cmentarzu Wojskowym na Powązkach (kwatera A29, rząd 3, grób 19).